# Phaonia tipulivora
Phaonia tipulivora är en tvåvingeart som beskrevs av Malloch 1923. Phaonia tipulivora ingår i släktet Phaonia och familjen husflugor. Inga underarter finns listade i Catalogue of Life.